# Leszek Hensler

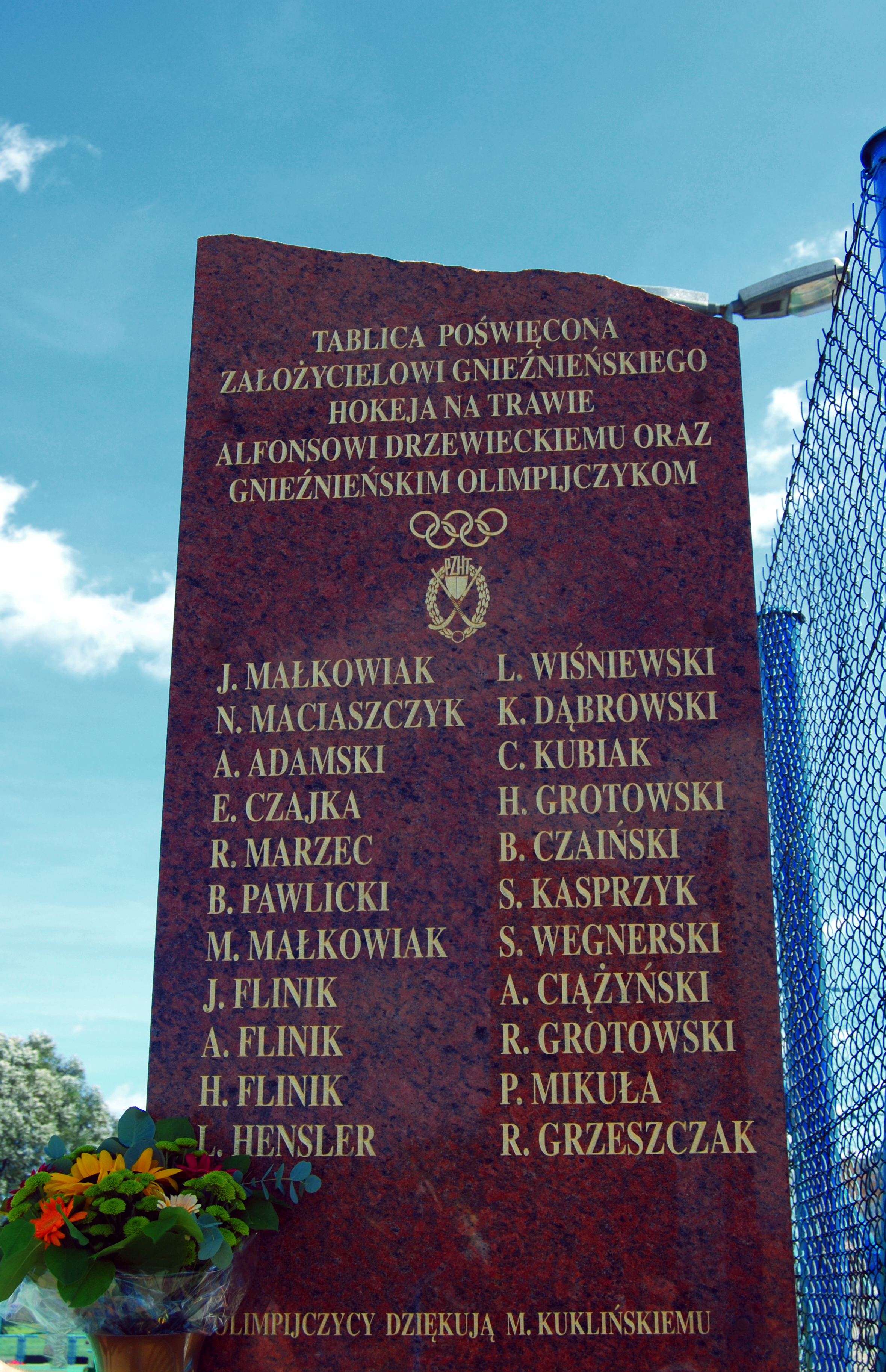
Tablica poświęcona Gnieźnienskim olimpijczykom, wśród nich Leszek Hensler.

Leszek Hensler (ur. 4 lutego 1956 w Gnieźnie, zm. 3 czerwca 2015 w Poznaniu) – polski hokeista na trawie, wielokrotny mistrz Polski, olimpijczyk.

## Kariera
Syn Jana i Łucji z Szudzichowskich, w 1976 ukończył Technikum Mleczarskie we Wrześni, a w 1983 studia w dziedzinie wychowania fizycznego na poznańskiej AWF; uzyskał również uprawnienia trenera II klasy. Treningi hokejowe rozpoczął w klubie Stella Gniezno, później startował w barwach Lecha i Grunwaldu Poznań. Zdobył łącznie dziewięć tytułów mistrza Polski – 1974 (ze Stellą), 1977, 1978, 1984, 1985, 1986, 1987 (z Lechem), 1993 i 1994 (z Grunwaldem). Na boisku występował na pozycji pomocnika.
W latach 1975–1993 wystąpił w 219 meczach reprezentacji narodowej, co czyni go współrekordzistą w liczbie spotkań w barwach narodowych obok Jerzego Wybieralskiego. Strzelił 26 bramek. Uczestniczył trzykrotnie w finałach mistrzostw świata (1978, 1982, 1986), również trzykrotnie w finałach mistrzostw Europy (1978, 1983, 1987), a także w igrzyskach olimpijskich w Moskwie w 1980. W turnieju olimpijskim wystąpił w pięciu meczach, strzelił jedną bramkę (w meczu z Kubą), a zespół polski zajął 4. miejsce.
Otrzymał tytuł Zasłużonego Mistrza Sportu oraz srebrny Medal „Za Wybitne Osiągnięcia Sportowe”. Z małżeństwa z Teresą z domu Sarniak ma troje dzieci (Katarzynę, Łukasza i Tomasza; Tomasz gra w hokeja na trawie w WKS Grunwald Poznań).
Zmarł 3 czerwca 2015 w Poznaniu po ciężkiej chorobie. Został pochowany na cmentarzu parafii Matki Bożej Częstochowskiej na Naramowicach w Poznaniu.